# Wanrong
För andra betydelser, se Wanrong (olika betydelser).

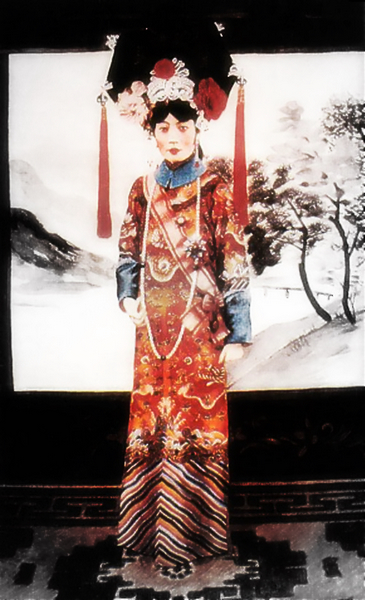
Wanrong

Wanrong (kinesiska: 婉容, pinyin: Wǎnróng), född 13 november 1906 i Peking, död i juni 1946 i Yanji, Jilinprovinsen, var en kinesisk kejsarinna, gift med Xuantong-kejsaren Puyi. Hon var Kinas sista kejsarinna.

## Namn och titel
Wanrongs stilnamn var Muhong (慕鸿), hon kallade sig (hao) Zhilian (植莲), och hennes regeringsnamn som Qingkejsarinna var Xiaokemin-kejsarinnan av Gobulklanen (孝恪愍皇后郭博勒氏 Xiàokè mǐn huánghòu Guōbólè shì). Med Puyi använde hon också sitt engelska tilltalsnam Elizabeth. Hennes personliga namn Wanrong och stilnamnet Muhong är båda hämtade från Luoshenfu (洛神賦), en dikt av Cao Zhi (曹植) från Östra Handynastin.

## Biografi

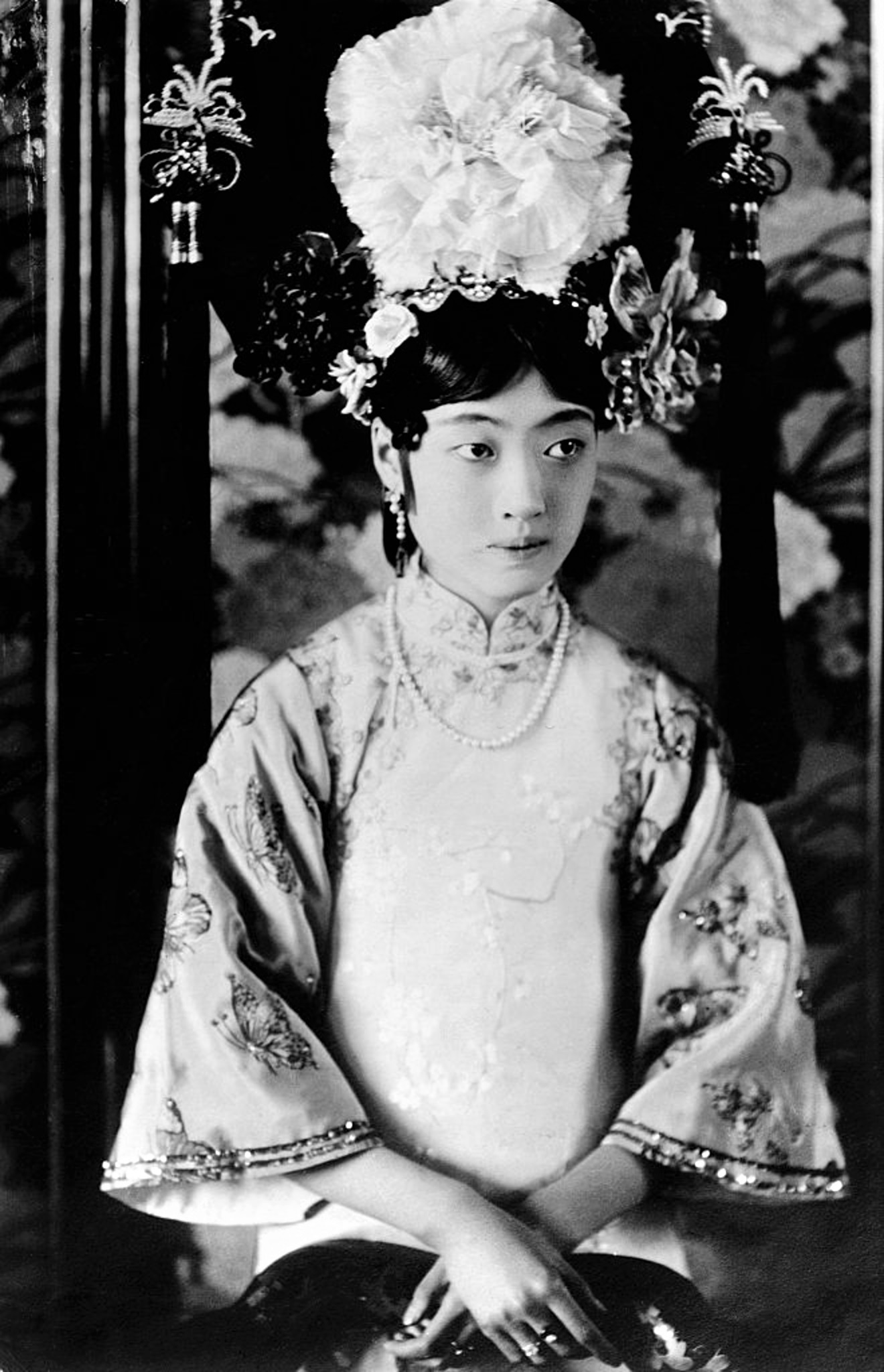
Wanrong under tiden i Tianjin

Wanrong var dotter till ministern Rong Yuan (klannamn: Gobulo) och en medlem av den regerande klanen Aisin-gioro med titeln fjärdeprinsessa; hon var därmed släkt med kejsarfamiljen och hennes far, som kom från en rik och mäktig klan (ursprungligen dagurisk men senare införlivad i det manchuiska vita baneret), hade hög status vid hovet. 
Wanrong växte upp i en europeisk miljö i den franska koncessionen i Tianjin, där hon studerade i en missionsskola och lärde sig spela piano och tennis och tala engelska.

### Kejsarinna av Kina
Puyi beskrev i sin självbiografi om hur det gick till när hans gemåler skulle väljas. Han fick se på fotografier av olika kandidater, och valde ut den kandidat han tyckte var sötast, Wenxiu. Änkekejsarinnan föredrog dock Wanrong som kejsarinna, eftersom hennes familjs status var högre och hon ansågs vackrare. Därför ombads han välja en gång till, och valde då Wanrong. Det bestämdes då att Wanrong skulle bli hans huvudgemål med titeln kejsarinna, medan Wenxiu skulle bli hans bihustru. Vigseln ägde rum i Förbjudna staden 30 november 1922 under stora festligheter i traditionell kejserlig stil med alla de före detta kejserliga ministrarna närvarande.
Kina var visserligen vid denna tidpunkt en republik sedan tio år tillbaka, men i abdikationstraktatet hade kejsarfamiljen fått behålla sina titlar och egendom, och Wanrong blev därför fullt lagligt "kejsarinna av Kina" trots att landet var en republik. Wanrong försummades av Puyi, som lämnade henne ensam under bröllopsnatten och i fortsättningen endast besökte henne för en stunds samtal varje kväll innan han lämnade henne ensam under natten. Det är oklart huruvida äktenskapet fullbordades, och Puyi var möjligen homosexuell. Wanrong ska dock ha uppskattat sin status som kejsarinna och det lyxliv som erbjöds henne i det kejserliga palatset. Hon fortsatte sina studier under sin lärare Isabel Ingram, och ägnade sig åt romanläsning och fotografi.

### Tiden i Tianjin
I oktober 1924 tvingades kejsarfamiljen och hovet lämna den förbjudna staden sedan Peking erövrats av krigsherren Feng Yuxiang, och Wanrong bosatte sig då med Puyi i Tianjin. De antog båda engelska namn, Henry och Elizabeth, och ägnade sig de följande åren åt ett livligt societetsliv. Wanrong beskrivs som kvick, intelligent och som en strålande skönhet, och uppmärksammades då hon donerade sina juveler för att hjälpa offren för gula flodens översvämning 1931. 
Under denna tid ägnade hon sig mycket åt shopping, och tävlade med Wenxiu om Puyis gunst: han hävdade senare att varje gång den ena hade fått en gåva, krävde den andra att få en likvärdig. Wenxiu skilde sig dock från kejsaren 1931. Puyi ska ha beskyllt Wanrong för att ha varit orsak till skilsmässan genom att skapa ett avstånd mellan honom och Wenxiu, och det var också den orsak han själv angav till distansen mellan honom och Wanrong.

### Kejsarinna av Manchukuo

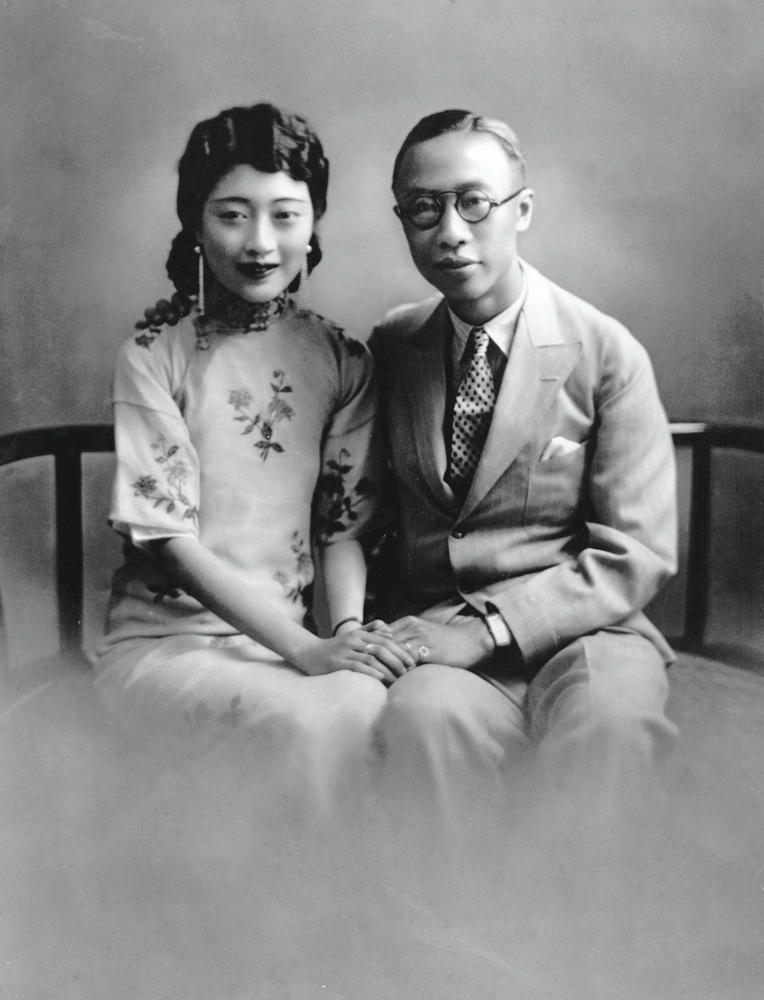
Wanrong och Pu Yi

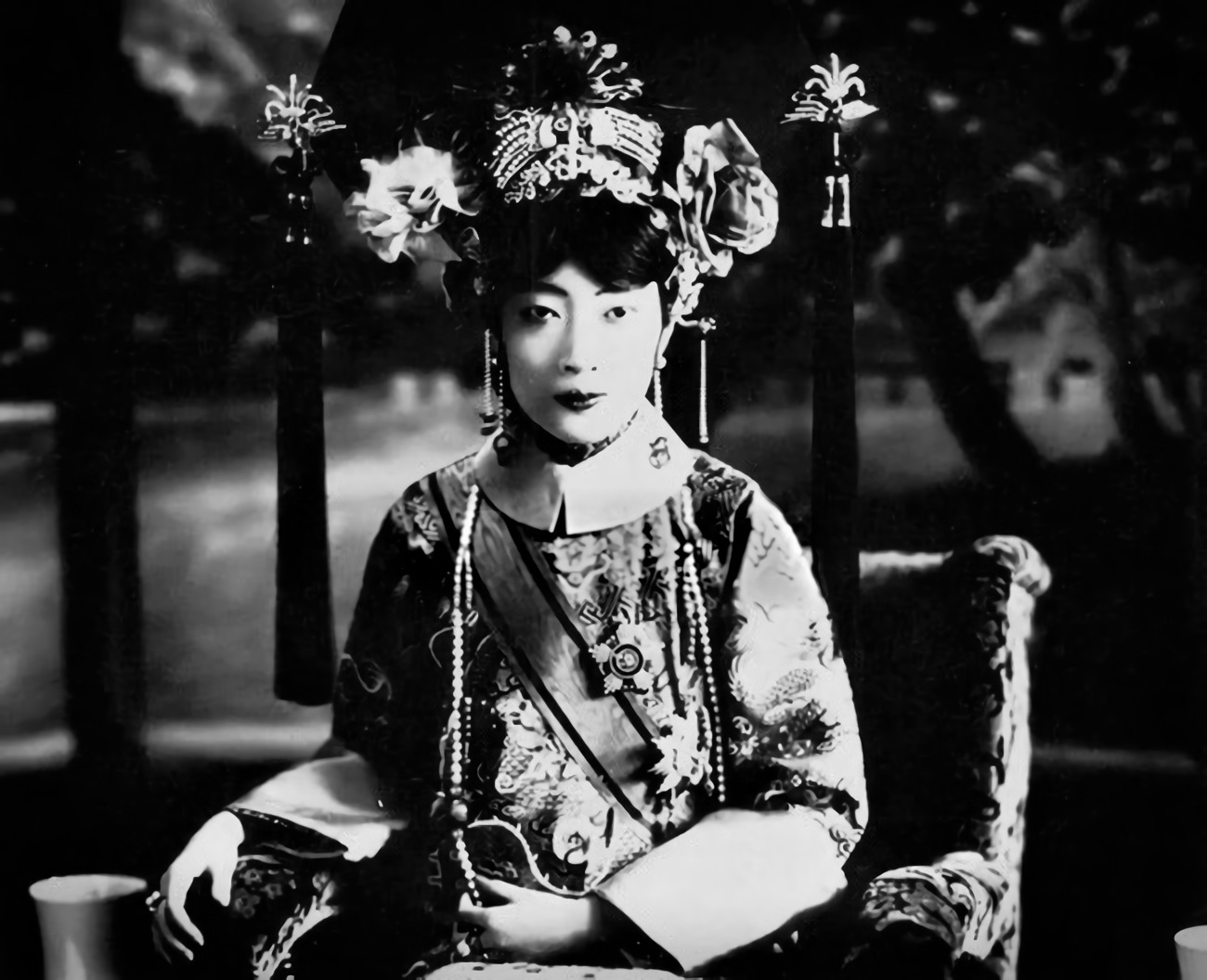
Empress Gobele Wan-Rong (04)

År 1932 etablerades den japanska marionettstaten Manchukuo, och Puyi tillsattes som japansk marionett i Xinjing, initialt som premiärminister. Wanrong fördes dit av Yoshiko Kawashima i december 1931 eller januari 1932. 
Hon var ovillig att resa dit, men Kawashima ska ha övertalat henne genom att säga till henne att hon var utsatt för mordförsök i Tianjin, och betalade sedan personer att iscensätta oroligheter i staden för att ge Wanrong intrycket av att hon var utsatt för hot mot sin säkerhet.
Puyi blev 1 mars 1934 kejsare av Manchukuo, vilket gav henne motsvarande titel. Kejsarparet installerades i Weihuangpalatset i Xinjing. Wanrong deltog sällan i representation som kejsarinna av Manchukuo. Hon närvarade endast vid två större statshögtider: Puyis installation som kejsare, och prins Chichibu av Japans statsbesök i Manchukuo, händelser som båda ägde rum under år 1934. 
Wanrong försökte vid två tillfällen fly från Manchukuo. Första gången kontaktade hon genom en mellanhand Wellington Koo, Kinas delegat i Lyttonkommissionen, men han kunde inte hjälpa henne på grund av sin ställning. Den andra gången, sommaren 1933, försökte hon övertala makan till en manchuisk ämbetsman att hjälpa henne, men hennes svägerska prinsessan Yunying fick reda på saken, och talade om det för Puyi. Japanerna gav order om att wanrong inte skulle tillåtas någon kontakt med omvärlden. 
Wanrong vantrivdes i Manchukuo, där paret levde isolerade i sin bostad under japansk övervakning, isolerades från kontakt med omvärlden och tvingades lyda japanernas instruktioner. Hon led av ensamhet, särskilt sedan hon förlorat sin favorithovdam Cui Fui. Wanrong använde opium som ett lugnande medel, något som med tiden utvecklades till ett missbruk. År 1938 rökte hon två ounces - eller åtta pipor - opium dagligen, vilket var ett kraftigt missbruk, och spenderade stora summor på opium och film- och modetidningar. 
Kejsaren försummade henne, något han själv senare uppgav berodde på att han lade skulden på henne för att ha orsakat skilsmässan mellan honom och Wenxiu. Kejsarinnan inledde förbindelser med Li Tiyu och Qi Jizhong, två kinesiska löjtnanter ur palatsgardet. Qi Jizhong sändes 1932 på militärutbildning för att avlägsna honom från hovet. Li Tiyu förvisades 1935 från hovet på grund av Puyis misstankar om att han var Wanrongs älskare. 
Wanrong blev gravid 1935, något som förorsakade en slutgiltig brytning med maken. Puyi ville skilja sig från henne och frånta henne titeln kejsarinna, men övertalades att låta bli för att rädda ansiktet. 
Hon bad att Puyi antingen skulle erkänna det väntade barnet som sitt, eller också försörja det som fosterbarn utanför hovet. Hon föreslog att det kunde uppfostras av hennes bror Runliang på hennes bekostnad. 
Barnet dödades direkt efter födelsen, men det är okänt om Wanrong var medveten om detta. 
En version uppger att Puyi sade till henne att barnet hade förts bort och uppfostrats på avstånd på hennes önskan, och att hon sedan betalade ett månatligt underhåll för dess vård. En annan version uppger att hon fick reda på att barnet hade dödats, vilket orsakade ett sammanbrott och hennes svåra drogmissbruk, som förvärrades just vid denna tid. 
Wanrong ska efter födelsen av sitt barn genast ha förts bort till ett sjukhus av Puyis japanska assistenter, och förblev borta ett tag innan hon tilläts återvända. En annan version uppger att hon hölls i husarrest i palatset en lång tid. Oavsett vilket står det klart att Wanrong efter 1935 hade genomgått någon form av sammanbrott och en drastisk förändring. Hon uppges ha betett sig obalanserat, gråtit och skrattat utan orsak, spottat omkring sig, försummat sin personliga hygien och slagit sönder saker omkring sig. Under perioder då hon mådde bättre ska hon ha gråtit och anklagat kejsaren för att inte älska henne och hennes far för att ha offrat henne för sin karriärs skull. Hennes bror och far uppges ha varit ovilliga att besöka henne på grund av hennes försämrade tillstånd. 
Wanrongs japanska svägerska, Hiro Saga, har i sina memoarer beskrivit en scen under en kejserlig bankett i Xinjing år 1937:
"Kejsarinnan satt till höger om mig, och medan jag såg på, tog hon mer och mer kyckling. Jag blev förvånad över hennes goda aptit. Kanske för att försäkra sig om att jag inte skulle märka vad som skedde, gick hennes yngre bror Runqi så långt att han hänsynslöst stal chokladen från personen vid sin sida. Han fortsatte med att äta den på ett komiskt sätt som drog allas uppmärksamhet till sig. Efteråt fick jag veta att kejsarinnan var opiummissbrukare och led av attacker av mental instabilitet. Hon var helt enkelt inte medveten om vad hon åt". 
Efter 1937 deltog Wanrong inte längre i tillställningar som nyårsfester eller födelsedagsmiddagar, och tycks mestadels ha levt isolerad de återstående åren av Puyis regeringstid i Manchukuo. Puyis bihustru Li Yuqin, som kom till hovet 1943, såg henne inte förrän vid krigsslutet.

### Efter krigsslutet
Vid Sovjets invasion av Manchuriet och Japans kapitulation i augusti 1945 lämnade kejsarfamiljen Xinjing och flydde med tåg till Dalizigou (Linjiang, Jilin). Kejsaren fortsatte med plan till Mukden för att därifrån fortsätta till Japan, men tillfångatogs av ryssarna i Mukden. Han hade lämnat kvar Wanrong tillsammans med sin bihustru Li Yuqin och svägerskan Hiro Saga i Dalizigou, där de i januari 1946 tillfångatogs av de kinesiska kommunisternas trupper. 
De hölls fängslade på flera orter innan de slutligen hamnade i ett fängelse i Jilin. Wanrong hade initialt kvar både en piga och opium. När hennes piga lämnade henne, kunde hon dock inte ta hand om sig själv, och när hennes opium tog slut, hamnade hon i ett tillstånd av svår chock på grund av opiumabstinens. Hon blev först omhändertagen av Li Yuqin, men sedan Li Yuqin blivit frisläppt och Saga Hiro placerats i en separat cell, genomgick hon en fullständig fysisk och psykisk kollaps. Abstinensen fick henne att skrika och hallucinera, och fängelsevakterna ska ha flockats för att se på "den sista kejsarinnan" som fånge. 
Hennes svägerska Hiro Saga lyckades så småningom övertala vakterna om att få besöka henne. Wanrong kunde då inte känna igen verkligheten omkring sig, tilltalade Hiro Saga som om hon var hennes tjänare och gav henne order om att göra i ordning ett bad. Hennes cell var smutsig av urin och exkrementer, och Wanrong var också svårt undernärd efter att ha vägrat att äta. Hiro Saga spelade med i hennes hallucinationer och försökte förgäves få henne att äta. När Hiro Saga släpptes av kommunisterna hade hon dock ingen kvar som tog hand om henne. Wanrong avled av undernäring och opiumabstinens.
Det sägs att lokalbefolkningen i Jilin begravde henne på ett berg i närheten av staden.[källa behövs]

## Wanrong i populärkulturen
Wanrong har fått en stor roll i spelfilmen Den siste kejsaren där hon spelas av Joan Chen. Dock är mycket i filmen felaktig och Wanrongs yngre bror, bosatt i Peking, blev så upprörd över den negativa bild av Wanrong som presenterades att han ett tag övervägde en stämning för ärekränkning.